# Spasskoe (Oblast' di Nižnij Novgorod)
Spasskoe (in russo Спасское?) è un villaggio della Russia europea centro-orientale, nell'oblast' di Nižnij Novgorod, centro amministrativo del rajon Spasskij.